# ناندل
ناندَل، روستایی از توابع بخش لاریجان شهرستان آمل در استان مازندران ایران است.

## جمعیت
این روستا در دهستان لاریجان سفلی قرار داشته و براساس آخرین سرشماری مرکز آمار ایران که در سال ۱۳۸۵ صورت گرفته، جمعیت آن ۳۱۵ نفر (۹۰خانوار) بوده‌است.

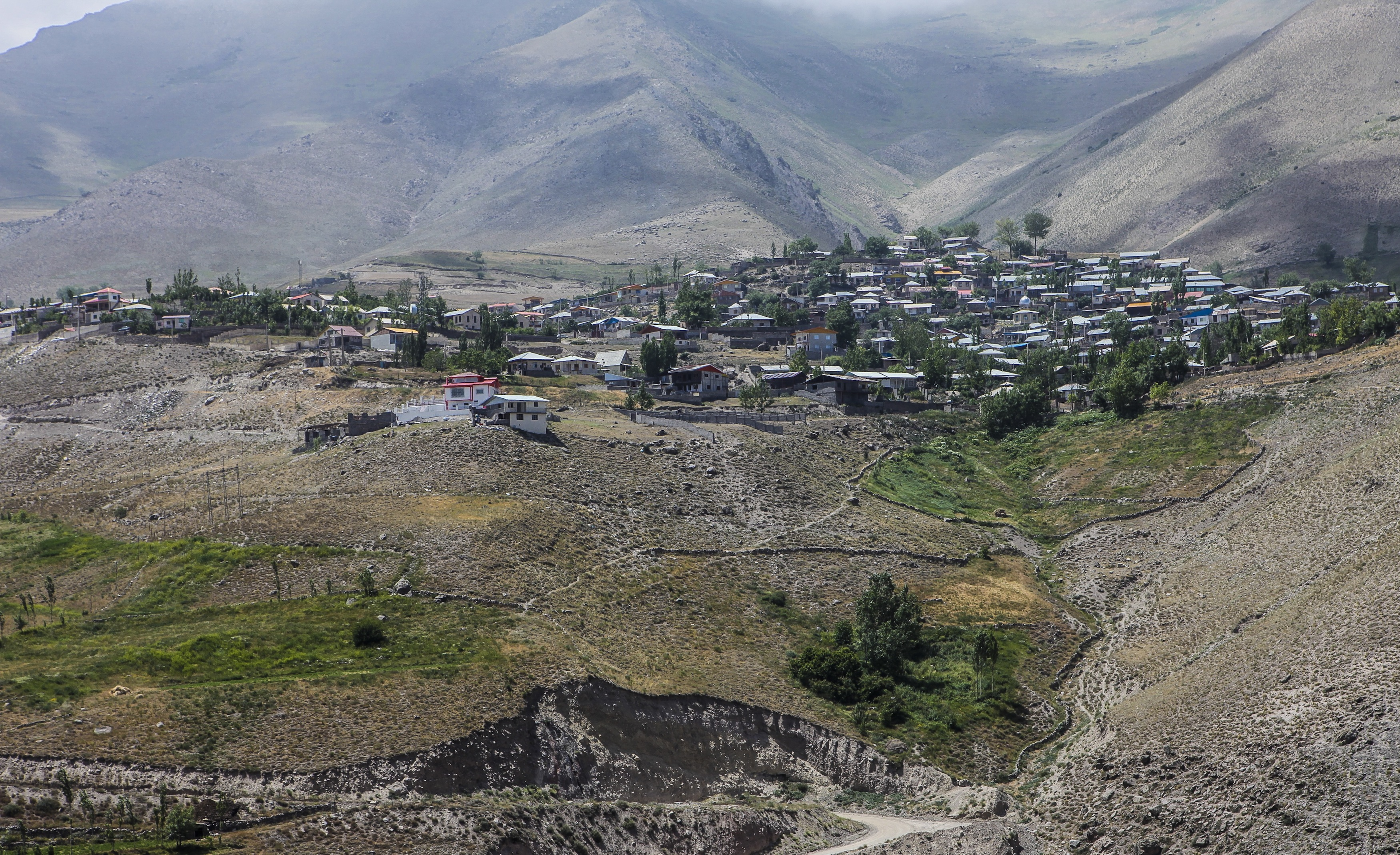
نمایی از ناندل.